# 奧格斯特

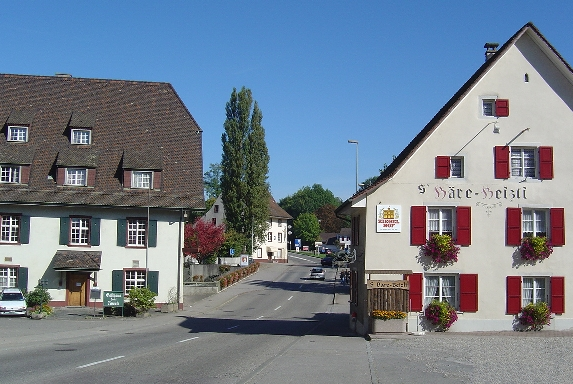

奧格斯特（德语：Augst）是瑞士的城鎮，位於該國北部，由巴塞爾鄉村州負責管轄，面積1.64平方公里，海拔高度275米，2012年人口844，四成人口信奉基督教，人口密度每平方公里515人。

## 外部連結
- Official website （页面存档备份，存于） （德文）